# Taylorcraft Model D
Die Taylorcraft Model D Tandem Trainer ist ein Leichtflugzeug des US-amerikanischen Herstellers Taylorcraft Aviation aus den frühen 1940er Jahren. Nach dem Bau von 200 Maschinen wurde die Produktion auf die militärische Version L-2 umgestellt.

## Geschichte
In den Jahren 1940/41 stieg der Bedarf an Schulungsmaschinen, vor allem in dem semi-militärischen Pilotenausbildungsprogramm (Civilian Pilot Training, CPT) stetig an. Zwar konnte Taylorcraft im Rahmen des Programms eine größere Anzahl des Modells B an das United States Army Air Corps (USAAC) verkaufen, jedoch wurden Ausführungen mit hintereinander liegenden Sitzen als besser geeignet angesehen. So kamen 1940 die Hälfte aller hierfür verwendeten Maschinen von Piper, das die J-3 mit dieser Sitzanordnung anbieten konnte. Um diesen Markt besser für sich zu erschließen, entwickelte Taylorcraft das Model D, das wieder die Tandemsitzanordnung der früheren Taylor J-2 aufgriff. Das Model D darf nicht mit der Plus D der britischen Taylorcraft Aeroplanes aus der die Auster-Reihe entstand, verwechselt werden.
Die erste Ausführung war die DC-65, die im Februar 1941 öffentlich vorgestellt wurde und die Musterzulassung am 25. November 1941 erhielt. Als Standardtriebwerk war das Continental A-65-8 vorgesehen, es konnten aber auch ein Franklin 4AC-176 (DF-65) oder Lycoming O-145-B2 (DL-65) installiert werden. Zur Kennzeichnung der Ausrüstung mit Einfach- oder Doppelzündung wurden die Buchstaben S oder D nachgestellt (z. B. DL-65S für Einfachzündung und DL-65D für Doppelzündung). Die Abmessungen unterschieden sich von denen des Modells B nur geringfügig, lediglich die Spannweite verringerte sich wegen der schmaleren Kabine um etwa 18 cm und die Länge wurde um 23 cm erhöht. 

## Konstruktion
Wie bei allen Vorkriegs-Taylorkonstruktionen bestand die Rumpfstruktur aus mit Stoff bespannten geschweißten Stahlrohren. Taylorcraft versuchte für das Model D soviel Teile wie möglich von dem vorhergehenden Model B zu übernehmen. Dies gelang jedoch nur in geringem Maße, da die Hauptstrukturkomponenten zwischen beiden Mustern nicht austauschbar waren. Im Gegensatz zum Model B waren die Tragflächenrippen statt aus Holz aus Aluminium gefertigt. Wegen der zu erwartenden stärkeren Beanspruchung im Schulungsbetrieb erhielt die Zelle einige Verstärkungen. Die Tanks lagen in den Tragflächen und speisten einen Sammeltank hinter dem Motor. Die Cowling war im Bereich der Motorzylinderköpfe unterbrochen, die damit frei im Luftstrom lagen. Die Maschine konnte von beiden Plätzen aus geflogen werden.
Im Pflichtenheft der Konstrukteure John Hutmacher und Cameron Lusty stand auch die Forderung nach einer guten Rundumsicht, worauf diese den oberen Gurt des Rumpffachwerks (Longeron) auf Schulterhöhe des Piloten absenkten. Als C. G. Taylor das erste Exemplar in dieser Form sah, ordnete er an, dies rückgängig zu machen, um wieder das typische äußere Erscheinungsbild einer Taylorcraft-Maschine herzustellen. Die Konstrukteure bewerkstelligten dies, indem sie auf den oberen Longeron ein Formstück aus Sperrholz aufsetzten. Bei der späteren militärischen Ausführung L-2A wurde dieser „Schildkrötenbuckel“ dann wieder entfernt und durch eine transparente Verkleidung ersetzt.

## Militärisch genutzte zivile Exemplare
- YO-57: vier Model D mit einem Lycoming YO-170-3, die für militärische Zwecke evaluiert wurden (USAAC-Seriennr. 42-452 bis 455), Umbenennung in O-57 und anschließend L-2-TA
- L-2C: 13 requirierte zivile Model DC-65
- L-2D: eine requirierte zivile DL-65
- L-2E: 10 requirierte DF-65

Die militärische L-2-TA, von Taylorcraft als DCO-65 bezeichnet, entspricht im Aussehen dem zivilen Model DC-65.

## Technische Daten
| Kenngröße             | Daten                                                             |
| --------------------- | ----------------------------------------------------------------- |
| Besatzung             | 1                                                                 |
| Passagiere            | 1                                                                 |
| Länge                 | 6,94 m                                                            |
| Spannweite            | 10,80 m                                                           |
| Höhe                  | 2,14 m                                                            |
| Flügelfläche          | 16,72 m²                                                          |
| Startmasse            | 613 kg                                                            |
| Höchstgeschwindigkeit | etwa 160 km/h                                                     |
| Steigleistung         | 150 m/min                                                         |
| Dienstgipfelhöhe      | 4270 m                                                            |
| Reichweite            | 430 km                                                            |
| Triebwerke            | ein Continental Vierzylinder A-65-8-Boxermotor mit 65 PS Leistung |